# Viltvård
Viltvård är åtgärder som hjälper djur (vilt) att överleva: exempelvis utfodring, anläggning av våtmarker och predatorkontroll. Viltvårdsåtgärder syftar till att producera vilt och är ofta en förutsättning för att kunna bedriva jakt, samtidigt som de bevarar och helst ökar viltstammarnas storlek och produktivitet. Viltvård, framför allt biotopförbättringar, kan också direkt eller indirekt gynna andra arter (till exempel småfåglar) och inte bara det jaktbara viltet. På samma sätt kan viltvård och biotopförändring direkt eller indirekt missgynna andra arter (till exempel småfåglar). Biotopförbättringar kan ibland också ha landskapsvårdande effekter. De olika viltvårdsåtgärderna utförs vanligen av jägare och jaktlag. Om jägaren själv inte äger sin jaktmark kräver större biotopförbättrande åtgärder samråd med markägaren. Utbildning och rådgivning om viltvård ges av Svenska Jägareförbundet och Jägarnas Riksförbund.

## Predatorkontroll
Genom att minska rovdjurstrycket ökar chanserna för bytesdjur eller konkurrerande djur att överleva. Ett exempel är den svenska fjällrävsstammen som gynnas av ett minskat antal rödrävar. Även rådjursstammen gynnas av att rävstammen regleras genom jakt, då fler kid överlever sommaren. Jakt på kråkfågel gynnar till exempel rapphöns och fasaner då kråkorna är stora äggtjuvar.

## Utfodring
I vissa områden kan viltet vara helt eller delvis beroende av utfodring för att överleva. Till exempel utfodrar man ofta rådjur vintertid med ängshö och kraftfoder(observera att utfodring med grovt hö i många fall kan döda ett rådjur eftersom det dödar magfloran i våmmen). Man kan även utfodra i form av att så en viltåker. På en viltåker kan man till exempel sätta jordärtskocka, vete eller havre som man inte skördar utan låter stå kvar som föda åt viltet. Man kan även fälla aspar så att älg och skogshare kan beta barken. Utfodring innefattar även utplacering av salt- eller mineralstenar.

## Biotopförbättring

### Viltvård och viltvatten
Vatten är en viktig förutsättning för viltets trivsel. Om det är brist på naturliga vattendrag i markerna kan man anlägga viltvatten av olika storlekar. Den enklaste åtgärden är att gräva eller spränga ett mindre vattenhål för att ge viltet tillgång till dricksvatten. För att skapa en lämplig biotop för änder och andra sjöfåglar kan man anlägga ett större viltvatten genom att gräva upp en damm och dämma en bäck. Sådana större viltvatten kräver tillstånd från länsstyrelsen. Viltdammar bör ha konstgjorda öar för att skydda andfåglarnas häckning.

### Skydd och holkar
Utöver föda och vatten är tillgång till skydd en viktig faktor för viltets trivsel. Framför allt fältviltet är beroende av skydd för att klara sig från rovdjur. I jordbrukslandskapet är det därför viktigt att bevara öppna diken och naturliga buskage. Man kan även anlägga skyddsplanteringar, s.k. viltremisser. I en sådan skyddsplantering kan man plantera taggiga buskar som slån, vresros och nypon samt granar som senare toppas. För att hjälpa olika fåglars häckning sätter man ofta upp holkar. Bland annat sätter man ofta upp knipholkar i anslutning till sjöar och viltvatten.

## Hänsyn i jord- och skogsbruk
Naturvårdshänsyn i jordbruk och skogsbruk gynnar också viltet. I jordbruket kan det vara att lämna besprutningsfria zoner mot skog och vattendrag samt att låta svårbrukade åkerhörn ligga i träda. I skogsbruket kan man låta bli att röja eller hyggesrensa surdrag och kolbottnar samt lämna kantzoner mellan skog och åker och skog och myr orörda.

## Uppfödning och utplantering av vilt
Viltvård kan även vara uppfödning och utplantering av vilt. Framför allt på många gods föder man upp fasan och gräsand för att förstärka de naturliga stammarna och erbjuda fler och bättre jakttillfällen. Man har också genom utplantering lyckats återinföra bäver och vildsvin, som tidigare varit utrotade i Sverige.

## Främmande arter
Dovhjort, fälthare och fasan är ursprungligen utländska arter som planterats in i Sverige som jaktvilt. Dessa arter är nu sedan länge etablerade och räknas i princip till vår inhemska fauna. Numera är det dock förbjudet att introducera nya arter i den svenska naturen, eftersom de kan rubba balansen i ekosystemet. Mårdhund och vitsvanshjort är främmande arter som finns i Finland och hotar att sprida sig till Sverige. Dessa arter är därför tillåtna att jaga året om i fall de påträffas i landet.

## Avskjutning
Även avskjutning i syfte att förbättra viltstammarnas sammansättning och kvalitet kan räknas till viltvård. Älgjakten är till exempel reglerad genom att länsstyrelsen beslutar hur många älgar varje jaktlag eller jaktvårdsområde får skjuta, och hur många som får vara vuxna respektive kalvar. För att öka medelåldern på älgstammen har jägarorganisationerna på många håll infört restriktioner om att till exempel tjurar med mellan 4 och 8 taggar skall vara fredade. Vid rådjursjakt försöker man ofta undvika att skjuta hondjur (getter) samt i första hand skjuta bockar med dålig hornkvalitet.